# Saint-Priest-de-Gimel
Saint-Priest-de-Gimel település Franciaországban, Corrèze megyében. Lakosainak száma 479 fő (2022. január 1.). Saint-Priest-de-Gimel Corrèze, Eyrein, Gimel-les-Cascades és Saint-Martial-de-Gimel községekkel határos.

## Népesség
A település népessége az elmúlt években az alábbi módon változott:
| Lakosok száma | 389  | 365  | 412  | 460  | 480  | 501  | 495  | 482  | 475  | 479  |
|               | 1968 | 1982 | 1990 | 2006 | 2013 | 2015 | 2017 | 2019 | 2020 | 2022 |